# Gevlekte slangskink
De gevlekte slangskink of pootloze skink (Ophiomorus punctatissimus) is een hagedis uit de familie skinken (Scincidae).

## Naam en indeling
De wetenschappelijke naam van de soort werd voor het eerst voorgesteld door Gabriel Bibron en Jean-Baptiste Bory de Saint-Vincent in 1833. Oorspronkelijk werd de naam Anguis punctatissimus gebruikt.
De soortaanduiding punctatissimus betekent vrij vertaald 'voorzien van kleine vlekjes'.

## Verspreiding en habitat
De gevlekte slangskink komt voor in delen van Europa en alleen in delen van Griekenland, onder andere op Peloponnesos en aan de zuidkust van Turkije.
Door de internationale natuurbeschermingsorganisatie IUCN is de beschermingsstatus 'veilig' toegewezen (Least Concern of LC).

## Uiterlijke kenmerken
De lichaamskleur is lichtbruin met over het hele lijf lichtere rijen kleine vlekjes en een geelwitte buik. Deze lange en dunne slangachtige skink heeft geen poten en een spitse kop waarmee hij de grond opzij duwt bij het graven van een holletje. De totale lichaamslengte is ongeveer 20 centimeter inclusief staart. De skink lijkt sterk op de inheemse hazelworm (Anguis fragilis), maar deze laatste soort wordt vijf keer zo lang en komt in bijna heel Europa voor.

## Levenswijze

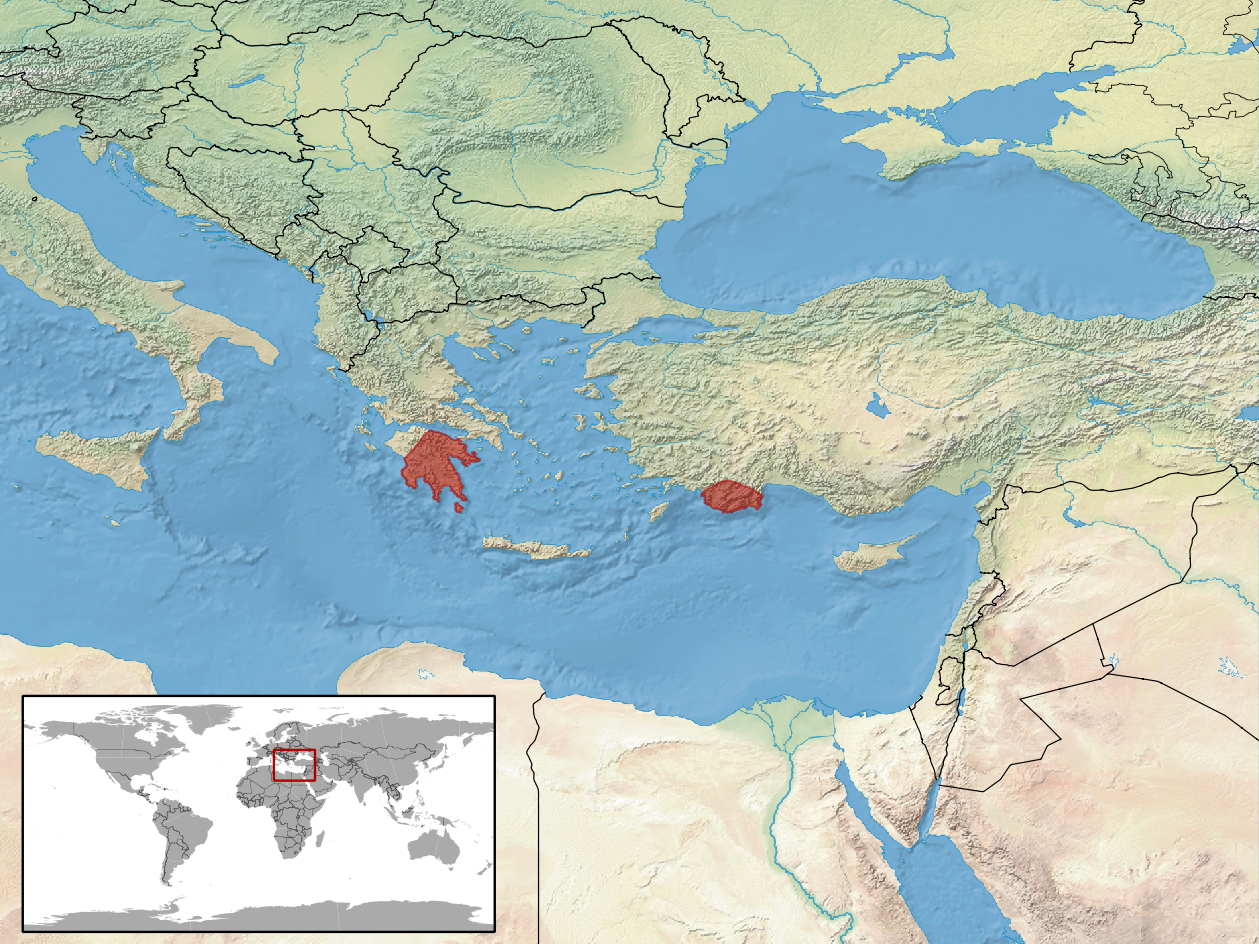
Verspreidingsgebied in het rood.

Het is een typisch bodemdier die meestal onder een steen schuilt of in ondiepe holen ligt en alleen bij regenachtig weer tevoorschijn komt om te gaan jagen vanwege het gespecialiseerde dieet dat uit slakken bestaat. De gevlekte slangskink eet namelijk vrijwel uitsluitend (naakt)slakken die ook alleen bij vochtig weer actief zijn. In het voorjaar zoeken de mannetjes en vrouwtjes elkaar op om te paren. Vaak zijn ze alleen gedurende enkele weken te zien op leemachtige, stenige hellingen die met gras begroeid zijn.